# リアリズム演劇
リアリズム演劇（リアリズムえんげき）は、19世紀以降の近代劇で、写実主義を志向した演劇のこと。

## 概要
1887年フランス・パリでアンドレ・アントワーヌが始めた自由劇場がリアリズム演劇運動の先駆である。アントワーヌは、エミール・ゾラ、イプセンらの作品を上演し、わざとらしい演技を排し、作り物でない演劇、個人と社会の矛盾などを描き、真の人生に迫る演劇を目指した。こうした自由劇場の運動は各国に大きな反響を呼んだ。
「近代劇の父」といわれるイプセンをはじめ、ハウプトマン、チェーホフなどの作品がリアリズム演劇とされる。また、スタニスラフスキー・システムはリアリズム演劇の実践論とされる。
日本の新劇運動（小山内薫の自由劇場など）や中国の話劇運動も、イプセンら西洋近代劇の翻訳劇を上演することから始まり、当初からリアリズム演劇を志向していた。